# Belevsky (huyện)
Huyện Belevsky (tiếng Nga: ? райо́н) là một huyện hành chính tự quản (raion), của Tỉnh Tula, Nga. Huyện có diện tích 1285 km². Trung tâm của huyện đóng ở Belev.